# エレノア・オードリー
エレノア・オードリー（Eleanor Audley、1905年11月19日 - 1991年11月25日）はアメリカ合衆国の女優。ニューヨーク州ニューヨーク・シティ出身。

## 人物
ラジオドラマの声優として活動して名を上げていった。
1950年代からは『アイ・ラブ・ルーシー』といったテレビドラマに出演していった。『農園天国』では、主役オリバー・ダグラスの母ユーニスを演じた。ディズニーアニメにも複数の作品に出演した。
1991年11月25日、呼吸不全のため死去。

## 声優としての出演作品
| アメリカ公開年 日本公開年 | 邦題 原題                      | 担当           | 備考 |
| ------------------------- | ------------------------------ | -------------- | ---- |
| 1950年 1952年             | シンデレラ Cinderella          | トレメイン夫人 |      |
| 1959年 1960年             | 眠れる森の美女 Sleeping Beauty | マレフィセント |      |

### アトラクション
- ホーンテッドマンション - マダム・レオタ